# Duane Chapman
Duane Chapman, all'anagrafe Duane Lee Chapman, noto anche con lo pseudonimo di Dog Chapman (Denver, 2 febbraio 1953), è un personaggio televisivo e cacciatore di taglie statunitense.

## Biografia
Duane Chapman è un cacciatore di taglie del Colorado che opera insieme al fratello ed alla moglie, nonché ai figli maggiori. Nel 1976 è stato processato e poi incarcerato per cinque anni in una prigione del Texas, a causa del concorso in un omicidio durante l'acquisto di una partita di droga. A causa di questo, non gli è permesso portare armi da fuoco e di entrare nel Regno Unito, paese da cui proviene il ramo paterno della sua famiglia.

### Reality show
Il reality show che segue le sue gesta, Dog the Bounty Hunter, è trasmesso in Italia dal canale satellitare GXT. Maurizio Mattioli gli presta la voce nell'adattamento italiano.